# Rudolph, Ohio
Rudolph är en ort i Wood Country i delstaten Ohio, USA.